# 玉家當鋪
《玉家當鋪》（日语：たまぽんず）是以動物世界的當鋪為主題的日本短篇原創網路動畫，自2017年1月27日在YouTube和niconico動畫發布，由同人社團月見堂擔任導演、編劇、演出及動畫製作。現實中的玉家當鋪位於橫濱市，此前亦曾推出名為「玉質！」的動畫廣告。

## 故事簡介
美尋某天由於受到愛犬強烈的頭槌攻擊而失去意識，醒來後發現自己身處不可思議的動物世界。在被愛犬賣給玉會長後，美尋便開始在動物當鋪「玉家」工作，盼望有一天能回到原本的世界。

## 登場人物
美尋（聲：東山奈央）
自稱老牌當鋪的看板娘，情緒起伏很劇烈。
店長（聲：綠川光）
玉家的委任店長，相當服從命令，但對下屬冷酷。
Nyamashita（聲：堀江由衣）
玉家的前輩員工，是個照顧人的大姐姐。
玉會長（聲：若本規夫）
動物世界的老大，玉家的創立者。聲音很有磁性。
白熊會長（聲：玄田哲章）
一代致富的白熊集團總裁兼白熊當鋪老闆，玉會長的老對手。

## 製作人員
- 導演、劇本、演出：月見堂
- 人物設定：S子、A.O、月見堂
- 美術：Studio MAO（日语：スタジオMAO）
- 音效：DAX Production（日语：ダックスインターナショナル）
- 動畫製作：月見堂
- 製作：有限公司 玉家當鋪

## 各話列表
| 話數  | 日文標題 | 中文標題 | 發布日期       |
| ----- | -------- | -------- | -------------- |
| 第1話 |          | 美尋     | 2017年 1月27日 |
| 第2話 |          | 開始工作 | 1月28日        |
| 第3話 |          | 市場大戰 | 1月29日        |
| 第4話 |          | 零和     | 1月30日        |
| 第5話 |          | 束之高閣 | 1月31日        |
| 第6話 |          | 抵銷     | 2月1日         |

## 外部連結
- 網路動畫《玉家當鋪》官方網站（日語）